# Adriano Fortescue
Adriano Fortescue (1476 – 9 de julio de 1539) fue cortesano en la corte del rey Enrique VIII de Inglaterra, ejecutado en 1539 y posteriormente beatificado como mártir católico. La Iglesia católica conmemora su festividad el 9 de julio.

## Vida
Adriano Fortescue fue el hijo de Sir John Fortescue de Ponsbourne Park en Newgate Street Village en Hertfordshire, y un primo del padre de Anne Bolena. Descendía de Richard Fortescue, hermano menor de Sir Henry Fortescue (1426), Señor Jefe de Justicia de los Alegatos Comunes en Irlanda y de Sir John Fortescue (alrededor de 1394 - alrededor de 1480), Señor Jefe de Sir John Fortescue (alrededor de 1394 - alrededor de 1480), Señor Jefe de Justicia de Inglaterra y Gales, todos los hijos de sir John Fortescue (fl.1422), de Whympston en la parroquia de Modbury, Devon, nombrado en 1422 capitán del Castillo capturado de Meaux, 25 millas NE de París.
Fue nombrado Caballero de la Orden del Baño en 1503 y participó en las guerras de Inglaterra contra Francia en 1513 y 1523. Fue hecho Caballero de la Orden de San Juan en 1532. Sir Adriano era también un terciario dominicano.
El 29 de agosto de 1534, fue arrestado sin ninguna razón, aunque fue liberado después de unos meses. En 1539, fue una de dieciséis personas condenadas por traición sin un juicio por el Parlamento por actos no especificados, presumiblemente relacionados con la hostilidad a las políticas de la iglesia de Enrique VIII. Fue decapitado en la Torre de Londres el 9 de julio de 1539.
Fortescue se casó dos veces: primero con Anne, hija de sir William Stonor, que murió en 1518; y en segundo lugar con Anne, hija de sir William Rede, de Boarstall, Buckinghamshire y viuda de sir Giles Greville. Anne sobrevivió a su marido, y después se casó con sir Thomas Parry, contralor de la casa de la reina Isabel. Con su primera esposa Fortescue tuvo dos hijas: Margaret, casada con Thomas Wentworth, primer barón Wentworth; y Frances, casada con Thomas Fitzgerald, 10.º conde de Kildare. Con su segunda esposa tuvo tres hijos y dos hijas: Sir John Fortescue de Salden, Canciller de la Hacienda [q. V.]; Sir Thomas Fortescue, diputado de Wallingford; Sir Anthony Fortescue [q. V.]; Elizabeth, casada con sir Thomas Bromley [q. V.], Señor canciller de Inglaterra; y María.

## Beatificación
La Orden de San Juan de Jerusalén ha defendido la devoción al Beato Adriano como un mártir desde el siglo XVII y el Papa León XIII lo beatificó el 13 de mayo de 1895.